# Artur Horowicz
Artur Horowicz (ur. 1 maja 1898 w Warszawie, zm. 18 października 1962 w Londynie) – polski malarz, rysownik, ilustrator i designer, porucznik obserwator Wojska Polskiego II RP i Polskich Sił Powietrznych w Wielkiej Brytanii.

## Życiorys
Syn Eliasza i Cecylii z Kraeuterkrafftów. Od 27 października 1918 do 14 czerwca 1919 był uczniem klasy „G” Szkoły Podchorążych. 15 lipca 1919 został mianowany z dniem 15 czerwca tego roku podporucznikiem w piechocie i przydzielony do Inspektoratu Wojsk Lotniczych. W czasie wojny z bolszewikami walczył w szeregach 1 eskadry wywiadowczej.
Studiował w Szkole Sztuk Pięknych w pracowni Miłosza Kotarbińskiego, w 1921 wyjechał do Berlina, gdzie przez dwa lata studiował w tamtejszej Akademie der Künste u Emila Orlika. Od 1927 do wybuchu II wojny światowej był zatrudniony w Ministerstwie Spraw Wojskowych w Warszawie na stanowisku rysownika. 29 stycznia 1932 został mianowany porucznikiem ze starszeństwem z 2 stycznia 1932 roku i 2. lokatą w korpusie oficerów rezerwowych aeronautycznych. W 1934, jako oficer rezerwy pozostawał w ewidencji Powiatowej Komendy Uzupełnień Warszawa Miasto III. Posiadał przydział w rezerwie do 1 pułku lotniczego w Warszawie.
Na początku wojny przez Francję przedostał się do Wielkiej Brytanii, gdzie pełnił służbę w Polskich Siłach Powietrznych. Po zakończeniu wojny zamieszkał pod Londynem, należał do Society of Industrial Artists.
Poza pracą w ministerstwie był wziętym ilustratorem, jego miniatury zdobiły książki m.in. Kazimierza Tetmajera "Na skalnym Podhalu", Adama Kowalskiego "Wiersze o Komendancie" oraz okładki do publikacji "Bibljoteki Groszowej". Zajmował się także grafiką reklamową i tworzeniem plakatów filmowych. Na emigracji kontynuował pracę ilustrując "Dywizjon 303" Arkadego Fiedlera.